# ステノタイプ
ステノタイプ(英語表記:stenotype 他表記:stenotype machine, steno writer)は、 速記者が速記用に使用する同時押しのできる特殊なタイプライターである。アメリカでプロの速記者（レポーター）として登録されるようになるためには、所定のテストに合格する必要がある。訓練を受けた裁判所速記官やステノキャプショナーは、およそ180、200、225 wpm（words per minute:1分当たりの単語数）の話速で話した発言内容を高い精度で反訳している。非常に高速にタイプできる速記者の中には、300 wpmに達する人もいる。カリフォルニア州公式コートレポーター協会のウェブサイトは協会所属の裁判所速記官が提供できる速記能力は375 wpmとしている。
ステノタイプのキーボードは、英語式の場合22キーと、PCで用いられる一般的なキーボードよりもはるかに少ない。ピアノで和音を弾くように複数のキーが同時に押され、1度の打鍵で単語や慣用句を打ち出す。 この仕組みは、裁判所で公判中の逐次記録や、テレビ放送のリアルタイム字幕放送を可能にする。  キーボードには英語のアルファベットのすべての文字が含まれているわけではないので、欠けている文字の代わりは文字の組み合わせで表現する。主な略記法に StenEd、Phoenix、Magnum Steno などがある。

## 歴史
記録に残っている最古のステノタイプは1830年にドイツ人の発明者であるカール・フォン・ドライスによって作られた。ただしこの頃はティッカーテープと同様、紙テープに穴を打ち抜いた点の組み合わせで表現したものである。まだこの頃は「ステノタイプ」という言葉が生まれていない。 
最初の機械は、1863年にイタリアのアントニオ・ミケラ・ズッコ(Antonio Michela Zucco)によって開発され、実際にイタリアの上院で1880年から使用されていた。アメリカの速記機は1879年にマイルズ・バーソロミュー(Miles M. Bartholomew)が特許を取得した。フランス語版は1909年にマーク・グランジャン(Marc Grandjean)によって開発された。今日の英語式の直接の祖先は1913年頃にワード・ストーン・アイルランド(Ward Stone Ireland)によって考案されたものである。そして「ステノタイプ」という言葉もこの時に生まれた。 

## 現在のハードウェア

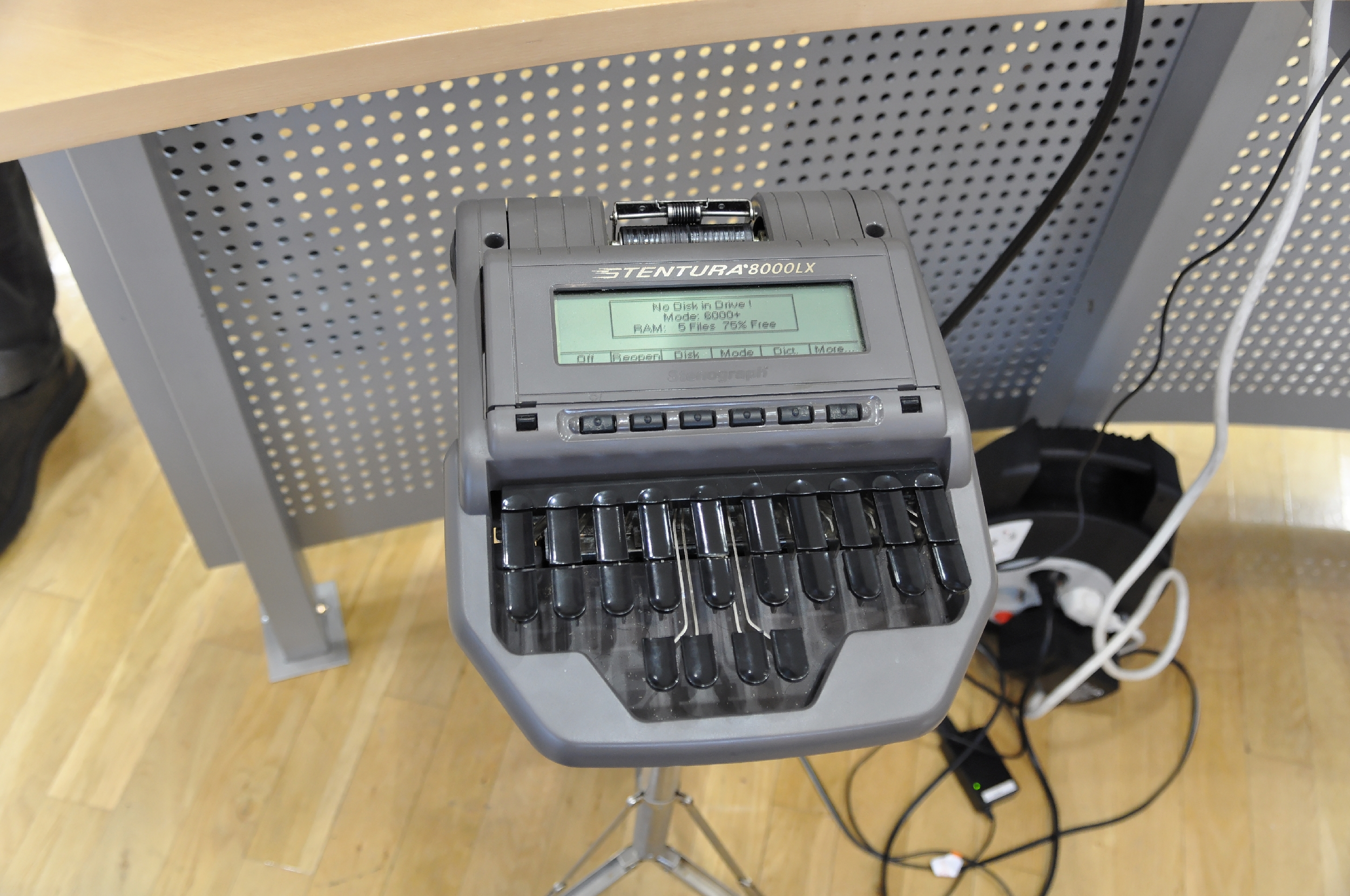
ステンチュラ8000LX（ステノグラフ社製）

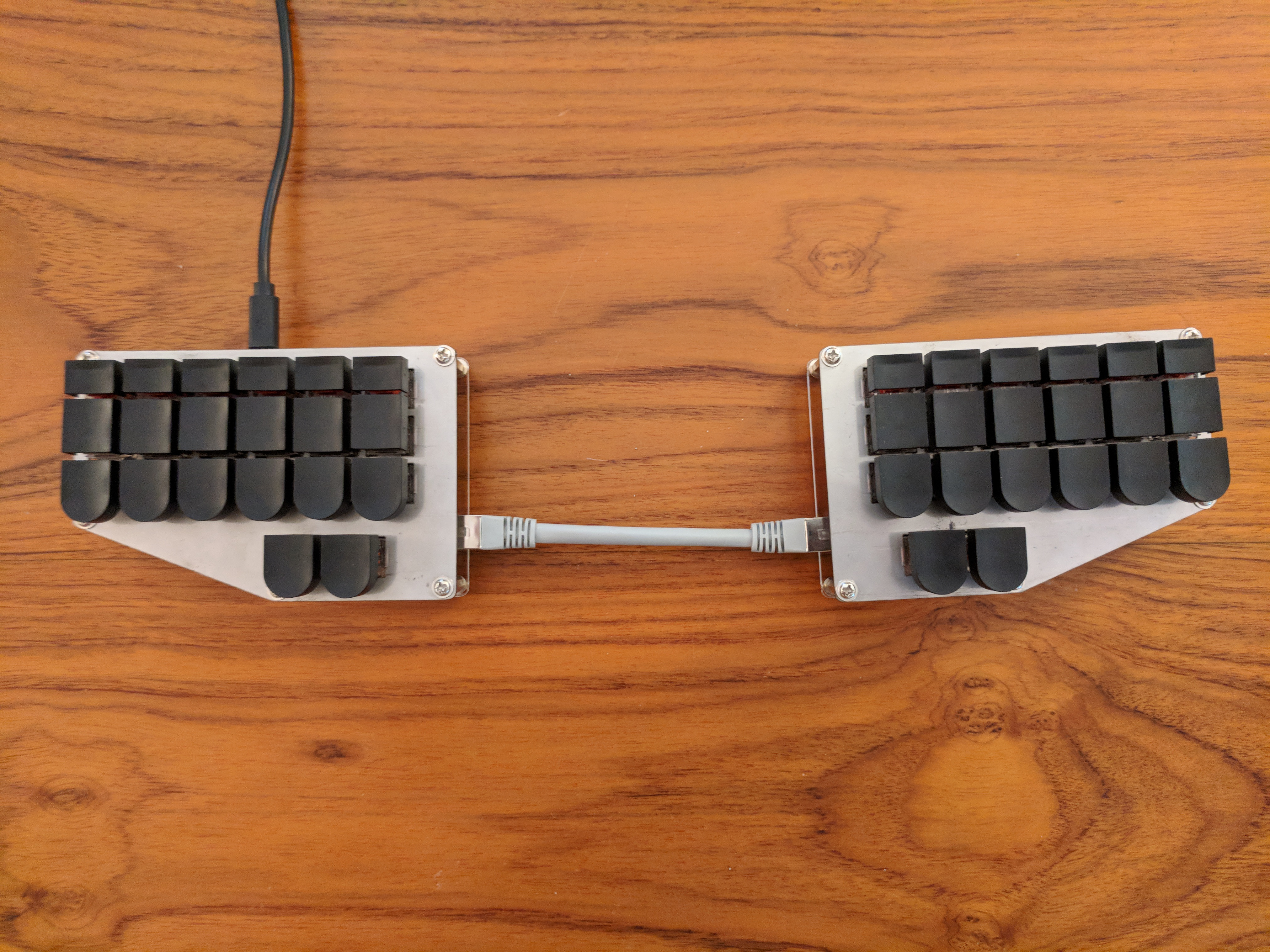
SOFT/HRUFプロジェクトによって開発されたオープンソースのステノタイプハードウェア

現在流通しているほとんどの速記キーボードは、タイプライターやPC用のキーボードよりもコンピュータとの共通点が多くある。ほとんどがマイクロプロセッサを内蔵しており、個々のキーごとに感度を調整できるものまである。これらは、ユーザー固有の辞書を使用して内部表現型から文章に反訳する。内蔵画面はそれほど大きくない。通常、SDカードなどのフラッシュメモリに当日の仕事を保存する。限られた速記者にしか使われないステノタイプは年間わずか数千台しか販売されていないため、その市場規模の小ささから価格も高価格を維持している。一例を挙げると、2013年時点でステノグラフ社がかつて販売していたWaveの学習用モデル（速記学校でタイピングを学習するためのモデル。機能を限定させることで価格を低く抑えている）ですら約1,500ドルで、一線で活躍するプロが用いるルミネックスやディアマンテなどのハイエンドモデルに至っては約5000ドルに達する。発売から10〜15年経った旧機種は中古市場において350ドル以上で取引されている。 
Open Steno Project  は、 Ploverを始めとした無料のオープンソースソフトウェアや安価なオープンソースのハードウェアを開発している。Ploverは、Nキーロールオーバーを備えた直交配列のキーボードに特化されており、一般的なキーボードによる同時押しの状態をStenotypeのコードに変換する。 

### メーカー
ステノグラフ社は、およそ9割を超える市場シェアを誇る、アメリカの速記タイプの最大の製造会社である。2019年現在、ステノグラフ社が製造販売している速記タイプのハイエンドモデルはルミネックスである。1980年代には他に2つの大手メーカーがあった（Xscribe、StenoRAMラインとBaronData、Transcriptorライン）が、Stenographは両社を買収し、自社製品を製造中止した。米国の現在の製造元は次のとおり。 
- Advantage Software[8] (Passport)
- Neutrino Group [9](Gemini, Revolution, & Infinity writers)
- ProCAT [10] (Stenopaq, Flash, Stylus, Impression, Xpression)
- Stenograph [11] （Stentura, élanMira, Fusion, élanCybra, Wave, Diamante, Luminex）
- Stenovations（LightSpeed）
- Word Technologies（Tréal）

## キーボード・レイアウト

ステノタイプのキーボードレイアウト。

ステノタイプキーは通常、キートップ刻印のない硬い高光沢のアクリル素材でできている。アメリカのステノタイプのキーボードレイアウトは右画像の通り。 
ホームポジションでは、左手の指がアスタリスクの左側にある2つの主要なキー列の間の隙間に沿って置かれる（「S」の小指から「H」と「R」の人差し指）。  これらの指は語頭の子音を生成するために使われる。  右手の指はアスタリスクの右側の対応する位置に置かれ（「 FR 」の人差し指から「 TS 」の小指）、語尾の子音に使用される。親指は左右2つずつあるキーで母音を指定する。 
この入力システムはおおまかな発音を示す。たとえば、catという単語は、語頭のK、母音A、そして語尾のTを表す単一のストロークで表現される。 
数字を入力するには、キーボードの上部にある数字バー(number bar)と呼ばれるキーを他のキーと同時に押す。図は、どの文字キーがどの数字に対応するかを示している。数字は昇順または降順の数字であれば文字と同じように数字を複数桁をまとめることができる。たとえば、左手でSとP、右手でL、そして数字バーを同時に押すことで、一度に138を表現することができる。また、831などの降順の数字は上記打鍵に加えてEUを同時に打鍵することでやはり1打鍵で表現可能である。231などの昇順でも降順でもない数字は別々に3打鍵（または2打鍵）打つ必要がある。多くの速記タイピストは、数字バーを使用する代わりに数字の読みで記録する。 
異なる音を作るために文字を組み合わせるためのさまざまな方法がある。裁判所の記者が異なれば、その作業には異なる理論が使用される。歴史的には、記者はしばしば「ブリーフ」と呼ばれる略語をその場で作成していたが、複数のブリーフが混在していたため、ある記者が別の記者のノートを読むことが困難になることもあった。しかし現在は、主に理論を公表する会社によって提供された標準化された辞書を使用するコンピュータ翻訳のために設計されている。  しかし、学生やプロが略語辞書にかなりの数の略語を追加することが珍しくない（通常、自分でブリーフを作成する）。 
一部の裁判所速記官は速記録を反訳し編集するためにスコピストと呼ばれる速記録の編集ツールを使う。スコピストは、ふりがなの書き方、英語の句読法、言語運用がまとめられている。裁判所速記官があまりにも多くの作業をしていて、自分の速記録を編集する時間がない場合に、これらは非常に役立つ。スコピストも校正ツールも、正確な記録を確実にするために裁判所速記官と密接に協力している。  ストロークのリアルタイム反訳の広範な使用は、スコピストが裁判所速記官と同時に働くことの需要を増大させた。  コンピューター支援転写（CAT）ソフトウェアで作成されたトランスクリプトを使用すると、ソフトウェアは辞書を介してリアルタイムで速記をテキストに変換するので、スコピストは速記理論に関する知識を持つ必要がなくなる。ただし、誤った単語は翻訳されず、stenoで表示される可能性があるため、スコープ設定中に状況によっては依然として有効な場合がある。スコピストと校正ツールの入手可能性に応じて、裁判所速記官は自分の写しの下書きを整理して校正を自分自身で証明するためだけにスコピストを使うか、どちらも使わずに自分で最終的な書き起こしを作成できるが、非常に手間のかかる作業である。 

### 記録用紙
ステノタイプ用の記録用紙は、ペーパーレス機の進歩と共にほとんど使われなくなっている。紙での出力をする場合、用紙はコードごとに1行ずつステノタイプから出力され、押された文字は22のキーに対応する22の列に、以下の順番で印刷される。 

### 同時押しキー
これはステノタイプの文字の基本的な打ち方である。しかしながら、いくつかの文字や音を異なるように表現する異なる筆記理論があり（例えば、下の表の最後語尾のvの * F ）、それぞれの裁判所の記者は、カスタマイズされた「ブリーフ」と代替表現を考案している。
| English letter | English letter        | Stenotype chord STKPWHRAO*EUFRPBLGTSDZ | Example        | Comments |
| -------------- | --------------------- | -------------------------------------- | -------------- | --- |
| 子音（語頭）   | b                     | PW                                     |                | |
| 子音（語頭）   | c (soft)              | K R                                    | cell           | Use for soft c only |
| 子音（語頭）   | ch                    | K H                                    |                | |
| 子音（語頭）   | d                     | TK                                     |                | |
| 子音（語頭）   | f                     | T P                                    |                | |
| 子音（語頭）   | g                     | TKPW                                   |                | |
| 子音（語頭）   | h                     | H                                      |                | |
| 子音（語頭）   | j                     | S K W R                                |                | |
| 子音（語頭）   | k                     | K                                      | call           | Includes hard c |
| 子音（語頭）   | l                     | HR                                     |                | |
| 子音（語頭）   | m                     | P H                                    |                | |
| 子音（語頭）   | n                     | T P H                                  |                | |
| 子音（語頭）   | p                     | P                                      |                | |
| 子音（語頭）   | qu                    | K W                                    |                | |
| 子音（語頭）   | r                     | R                                      | are, our, hour | |
| 子音（語頭）   | s                     | S                                      | is, his        | |
| 子音（語頭）   | t                     | T                                      |                | |
| 子音（語頭）   | v                     | S R                                    |                | |
| 子音（語頭）   | w                     | W                                      |                | |
| 子音（語頭）   | y                     | K W R                                  | you            | |
| 子音（語頭）   | z                     | S *                                    |                | alternatively, commonly chorded by the entire initial bank, STKPWHR, in order to avoid thousands of potential conflicts |
| 母音           | Short a [æ]           | A                                      |                | |
| 母音           | Long a [eɪ]           | A EU                                   |                | |
| 母音           | aw [ɔː] [ɑː]          | A U                                    |                | |
| 母音           | Short e [ɛ]           | E                                      |                | |
| 母音           | Long e [iː]           | AO E                                   |                | |
| 母音           | Short i [ɪ]           | EU                                     |                | |
| 母音           | Long i [aɪ]           | AO EU                                  |                | |
| 母音           | Short o [ɒ]           | O                                      |                | |
| 母音           | Long o [oʊ]           | O E                                    |                | |
| 母音           | oi [ɔɪ]               | O EU                                   |                | |
| 母音           | oo [ʊ] [uː]           | AO                                     |                | |
| 母音           | ou [aʊ]               | O U                                    |                | |
| 母音           | Short u [ʌ] [ə]       | U                                      |                | |
| 母音           | Long u [juː]          | AO U                                   |                | |
| 子音（語尾）   | b                     | B                                      |                | |
| 子音（語尾）   | ch                    | F P                                    |                | |
| 子音（語尾）   | d                     | D                                      |                | |
| 子音（語尾）   | dz                    | DZ                                     | friends        | use only for words that end with ds                                                                                     |
| 子音（語尾）   | f                     | F                                      |                | |
| 子音（語尾）   | g                     | G                                      |                | |
| 子音（語尾）   | j                     | PBLG                                   |                | |
| 子音（語尾）   | k                     | B G                                    |                | |
| 子音（語尾）   | l                     | L                                      |                | |
| 子音（語尾）   | m                     | P L                                    |                | |
| 子音（語尾）   | mp                    | FRP                                    |                | |
| 子音（語尾）   | n                     | PB                                     |                | |
| 子音（語尾）   | ng                    | PB G                                   | sing           | |
| 子音（語尾）   | nj                    | PB G                                   | range          | |
| 子音（語尾）   | nk                    | * PB G                                 |                | |
| 子音（語尾）   | p                     | P                                      |                | |
| 子音（語尾）   | r                     | R                                      |                | |
| 子音（語尾）   | rch                   | FRPB                                   |                | |
| 子音（語尾）   | rf                    | FR B                                   |                | |
| 子音（語尾）   | rv                    | FR B                                   | curve          | |
| 子音（語尾）   | s                     | S                                      |                | |
| 子音（語尾）   | sh                    | R B                                    |                | |
| 子音（語尾）   | t                     | T                                      |                | |
| 子音（語尾）   | v                     | * F                                    |                | |
| 子音（語尾）   | x                     | B G S                                  |                | |
| 子音（語尾）   | z                     | Z                                      |                | |
| 子音（語尾）   | shun                  | G S                                    | nation         | |
| 子音（語尾）   | kshun                 | * B G S                                | action         | |
| 約物           | Period                | F P L T                                |                | |
| 約物           | Comma                 | R B G S                                |                | |
| 約物           | Question mark         | ST P H                                 |                | |
| 約物           | New paragraph         | P F                                    |                | |
| 約物           | Correction (asterisk) | *                                      |                | |

## 例
下の画像は、記録用紙への出力結果がどのような文を表しているかを説明している。キーの組み合わせは、前後の出力内容に応じて意味が異なる場合がある。 
上から6～7行目を表す単語"example"の最初のストロークでは、PLの組み合わせは"m"を表すが、2番目の同じPLでは、最後の2字"pl"を参照、すなわち1番目が"exam"までの音を表しており、その次が"ple"の音を表している。 
"this", "of", "from" はそれぞれ "th", "f", "fr" で表され、また "machine", "shorthand"は、それぞれ"mn", "shand" で表される。